# 樽見弘紀
樽見 弘紀（たるみ ひろのり、1959年 - ）は、日本の政治学者。元放送作家。北海学園大学名誉教授。

## 経歴
福岡県出身。福岡県立修猷館高等学校卒業。立教大学経済学部卒業。放送作家を経て、1991年（平成3年）ニューヨーク大学公共経営大学院（Wagner School, NYU）修士課程修了。その後、立教大学大学院法学研究科政治学専攻博士後期課程単位取得退学（指導教授は新藤宗幸）を経て、1999年（平成11年）4月より札幌の北海学園大学に勤務。同大学法学部の講師、助教授を経て2005年（平成17年）4月に教授。2011年（平成23年）4月より2014年（平成26年）3月まで同大学法学部学部長。2016年（平成28年）4月より2018年（平成30年）3月まで同大学開発研究所長。2017年（平成29年）4月より2020年（令和2年）3月まで同大学法学部学部長を再び務めた。2021年（令和3年）4月より北海学園大学名誉教授。
2003年～2004年University of Lethbridge(カナダ・アルバータ州)客員教授、2009年～2010年Dominican College(米国ニューヨーク州)客員教授、2013年〜2015年千葉大学大学院人文公共学府非常勤講師、2015年〜2025年北海道大学公共政策大学院非常勤講師、2021年～2023年東洋物産社長。
専門は政治学、行政学、公共政策学と非営利組織（NPO）論。日本NPO学会元会長。安田侃彫刻美術館アルテピアッツァ美唄理事。社会変革推進財団評議員。東洋物産株式会社取締役（非常勤）。

## 放送作家時代
立教大学在学中から東京のNHKや民放各局で放送作家としてテレビ台本を書く。番組のジャンルはドラマ、クイズ、音楽、報道、情報と多分野に及んだ。

### NHK
- 『クイズ面白ゼミナール』 (クイズ)
- 『レッツゴーヤング』 (音楽)

### TBS
- 『巨泉のクイズダービー』 (クイズ)

### フジテレビ
- 『ショットガン』 (報道)
- 『FNNスーパーニュース』 (報道)
- 『FNN おはよう!サンライズ』 (報道)

### テレビ朝日
- 『素敵にドキュメント』 (情報)

## エピソード
- HBCラジオ『ほっかいどう元気びと』にゲスト出演し、30歳を目前に放送作家を辞めて留学を決意した理由を「自分の中の引き出しが空っぽになりそうで」と答えた[2]。

## 著書
- 『NPOデータブック』 （共著）有斐閣、1999年
- 『アメリカに学ぶ市民が政治を動かす方法』 （共訳）日本評論社、2002年
- 『市民の道具箱』 （共著）岩波書店、2002年
- 『「企業の社会的責任論」の形成と展開』 （共著）ミネルヴァ書房、2006年
- 『公共をめぐる攻防：市民的公共性を考える』  公人の友社、2006年
- 『戦略的協働の本質：NPO，政府、企業の価値創造』 （共著）有斐閣、2011年
- 『新・公共経営論：事例から学ぶ市民社会のカタチ』（服部篤子との共編著）ミネルヴァ書房、2020年